# Drakensang
Drakensang (también conocido como Drakensang: The Dark Eye) es un videojuego de rol para PC (Windows) desarrollado por el estudio alemán Radon Labs (con el título original Das Schwarze Auge: Drakensang), producido por DTP Entertainment (que también se encargó de su distribución internacional) y editado en España e Italia por FX Interactive. El universo y reglas del juego siguen las de la franquicia The Dark Eye -un juego de rol de tablero muy popular en Alemania-, y el sistema de juego es por turnos enmascarado (el motor del juego calcula los resultados de los turnos de combate y los muestra en pantalla como si de acciones en tiempo real se tratasen).
La historia del juego nos lleva a recorrer el ficticio "Principado de Kosh", investigando la muerte de nuestro viejo amigo Ardo de Boarstock en la ciudad de Ferdok y resultando, de manera incidental, nombrado como el elegido para una misión legendaria, que nos llevará a buscar una poderosa reliquia conocida como "Corazón Adamantino" e impedir que sea empleada para resucitar a un ancestral y maligno dragón.
El título fue bien acogido por la crítica internacional y en España, particularmente, cosechó buenas críticas sobre su localización y doblaje al Castellano, que con casi medio millón de palabras, más de 300 personajes y 160 horas de grabación en estudio fue en su momento el más ambicioso que se había realizado en España hasta la fecha.
A Drakensang le siguió una continuación llamada Drakensang: The River of Time y una expansión de esta última llamada Drakensang: Phileasson's Secret, ambas en el año 2010. Tras estos lanzamientos, la empresa desarrolladora, Radon Labs, se declaró en quiebra y fue adquirida por BigPoint Software, pasando a denominarse BigPoint Berlin.
Entre agosto de 2011 y julio de 2012, BigPoint lanzó la beta abierta de su nuevo Drakensang con un nuevo nombre: Drankensang Online. Tras su lanzamiento comercial en noviembre de 2011 el número de usuarios no ha parado de crecer hasta pasar los más de 10 millones de usuarios.

## Guía Oficial
La edición española del videojuego, publicada por la empresa FX Interactive, trajo consigo una serie de mapas que servían como guía para el jugador. Dichas guías, pueden ser descargadas por los clientes de la Tienda Digital de FX Interactive.

## Guía No Oficial
Debido a la falta de una guía oficial en el mercado internacional, un grupo de fanes, decidieron crear una guía en inglés muy completa. Esta puede ser hallada en la siguiente web.